# Ciemierzyńce
Ciemierzyńce (ukr. Чемеринці, Czemerynci) – wieś na Ukrainie, w obwodzie lwowskim, w rejonie lwowskim (wcześniej w rejonie przemyślańskim). W 2001 roku liczyła 743 mieszkańców.  
Pierwsza wzmianka o miejscowości pochodzi z 1389 roku.
Pod koniec XIX w. część wsi nosiła nazwę Wołoskie. 

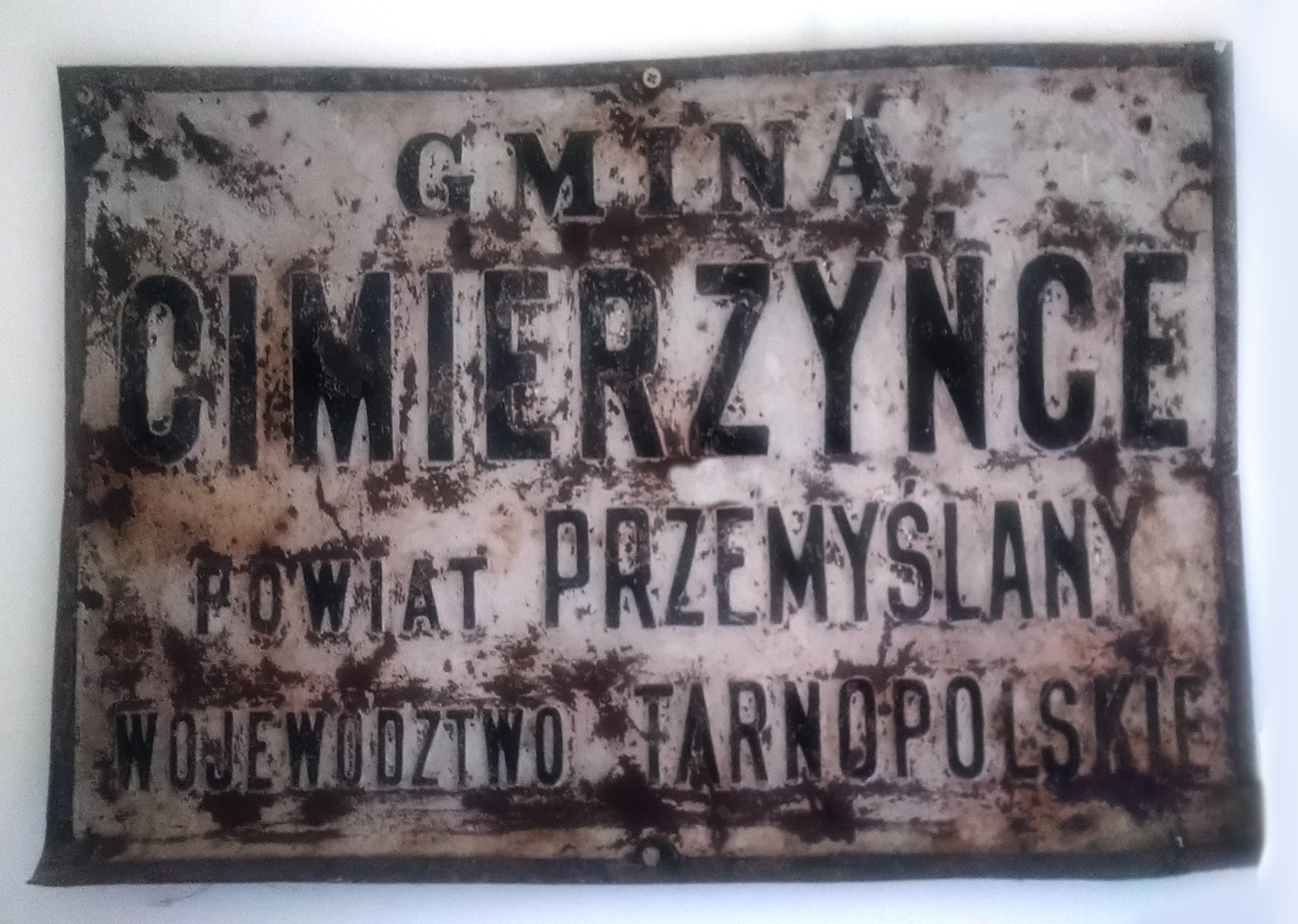
Tablica gminna sprzed II wojny światowej - Cimierzyńce (Ciemierzyńce).

W II Rzeczypospolitej miejscowość stanowiła początkowo samodzielną gminę jednostkową. 1 sierpnia 1934 roku w ramach reformy na podstawie ustawy scaleniowej została włączona do zbiorowej gminy wiejskiej Dunajów w powiecie przemyślańskim, w województwie tarnopolskim. W 1921 roku gmina Ciemierzyńce liczyła 2368 mieszkańców (1230  kobiet i 1138 mężczyzn) i znajdowało się w niej 417 budynków mieszkalnych. 2154 osoby deklarowały narodowość polską, 197 – ukraińską (rusińską), 17 – żydowską. 1173 osoby deklarowały przynależność do wyznania greckokatolickiego, 1097 – do rzymskokatolickiego, 98 – do mojżeszowego.
W 1940 NKWD deportowało na Syberię co najmniej 32 osoby. W 1944 nacjonaliści ukraińscy zamordowali 60 osób narodowości polskiej.
Według danych z 2001 roku wszyscy mieszkańcy jako język ojczysty wskazywali ukraiński.